# Presbytis femoralis
El surili de bandas (Presbytis femoralis) es una especie de primate catarrino de la familia Cercopithecidae. Es endémico de la península de Malaca y la isla de Sumatra en Indonesia. Se encuentra amenazado por la pérdida de hábitat. Se reconocen tres subespecies P.f.femoralis, P.f.robinsoni y P.f.percura, pero su clasificación es compleja y discutida, y se ha considerado como subespecies el surili de la isla Natuna (Presbytis natunae), el surili de muslos blancos (Presbytis siamensis y el surili de Sarawak (Presbytis chrysomelas) o alternativamente todas ellas (incluyendo a P. femoralis) se les ha considerado subespecie de surili de Sumatra (Presbytis melalophos). Es diurno y se alimenta de frutas.
En Singapur, el surili de bandas se les considera críticamente amenazado con una población de 40 individuos en la Reserva Natural de la Cuenca Central.